# Schmölderpark Rheydt

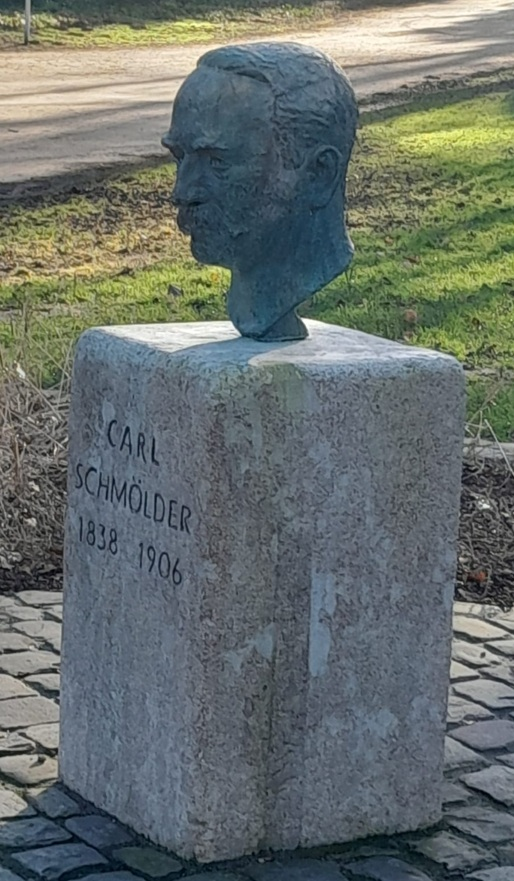
Büste von Carl Schmölder im Schmölderpark

Der Schmölderpark ist eine etwa 16 Hektar große Grünanlage im  Stadtteil Schmölderpark der kreisfreien Stadt Mönchengladbach. Er ist benannt nach dem Unternehmer Carl Julius Schmölder.

## Entstehungsgeschichte
In den 1880er Jahren gründete der Rheydter Textilunternehmer Carl Julius Schmölder (1838–1906) den Rheydter „Verschönerungsverein“ und kaufte eine Waldparzelle. Diese schenkte er der Stadt Rheydt unter der Bedingung, dass sie daraus einen öffentlichen Park machen sollte. Der Verein sammelte weitere Gelder bei den ansässigen Geschäftsleuten und auch die Stadt gab finanzielle Mittel dazu, sodass weitere Parzellen Land hinzugekauft werden konnten. Das gesamte Areal gestaltete man alsdann nach Schmölders Plänen zu einem Park um. Im Jahr 1893 übergab die Stadt den so benannten Kaiserpark der Öffentlichkeit. Zu Ehren Kaiser Wilhelms I. wurde 1884 ein Denkmal im Park eingeweiht, das allerdings heute nicht mehr existiert. Ein Jahr nach seinem Tod errichtete man ein Denkmal für Carl Schmölder im Kaiserpark, und erst 1949 erhielt die Grünanlage den Namen Schmölderpark.

## Der Park seit 1949

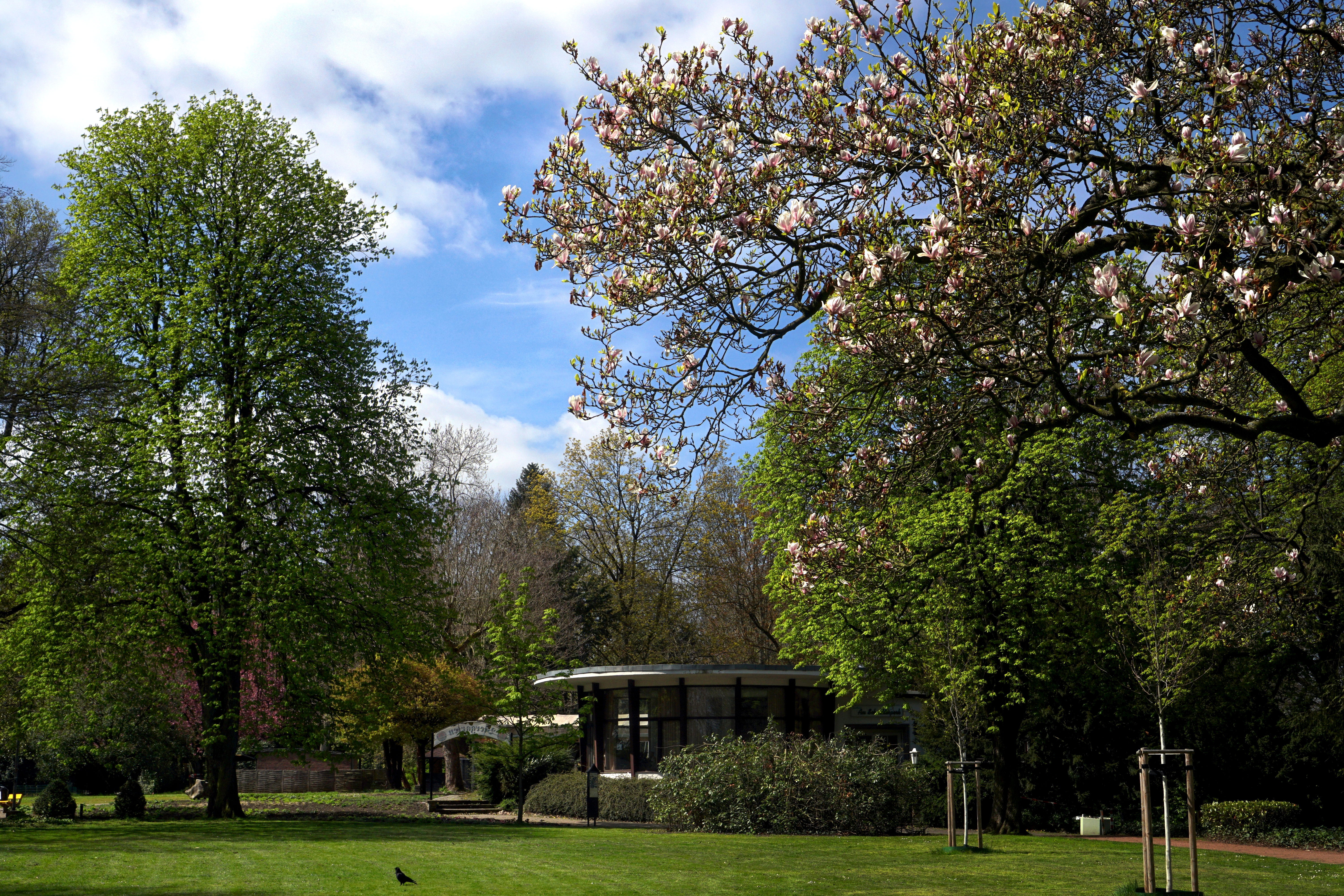
Gasthaus am Schmölderpark
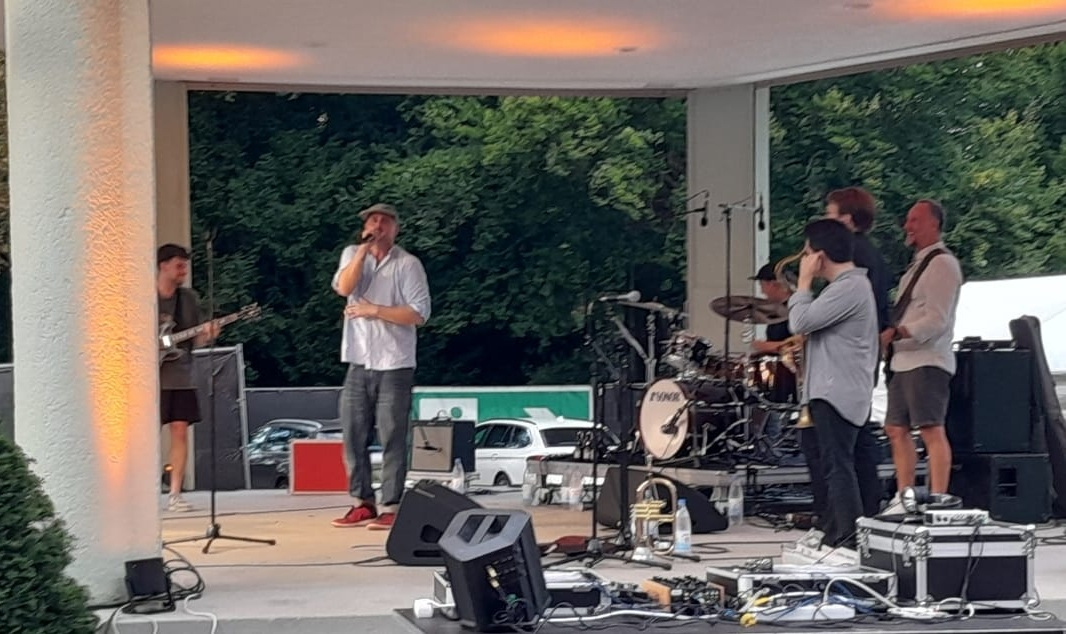
Cosmo Klein & The Campers beim Sound of Schmölderpark

Nachdem Teile des Parks im Laufe der Jahre immer wieder umgestaltet wurden, ist er auch heute noch Freizeit- und Erholungsfläche für die Bevölkerung.
Der Baumbestand aus Buchen, Mammutbäumen, Eichen, Akazien, Ginkgos, Magnolien etc. ist teilweise weit über 100 Jahre alt. Des Weiteren gibt es große Rasenflächen sowie Rhododendren, Kirschlorbeer und andere Sträucher.
An der Stelle des Kaiserdenkmals befindet sich heute ein Musikpavillon. Dort findet seit 1999 jährlich im September die Veranstaltung „Sound of Schmölderpark“ statt, die aus der Aktion „Rettet den Pavillon“ zum Erhalt des Musikpavillons entstanden ist. Zum 25-jährigen Bestehen gab es 2024 erstmals ein zweitägiges Programm, dabei traten unter anderem Bands wie „Cosmo Klein & The Campers“ sowie die „Music Today’s Bigband“ auf. In der Vergangenheit traten untern anderem auch die The Lords dort auf. Der Eintritt für die Konzerte bei „Sound of Schmölderpark“ ist kostenfrei.
Die Gaststätte am Schmölderpark aus den 1950er Jahren, im Volksmund nur „Vitrine“ genannt, steht seit 2017 leer und sucht einen neuen Betreiber. Es gibt einen Kinderspielplatz, eine Boulebahn und einen Minigolfplatz. Außerdem erfreut ein Gedichtweg aus 16 Stelen mit Tafeln, auf denen dem Lauf der Jahreszeiten entsprechende Gedichte angebracht werden, den geneigten Spaziergänger.
Unterhalten wird der Schmölderpark von den Mönchengladbacher Abfall-, Grün- und Straßenbetrieben (mags) sowie dem Förderverein Schmölderpark e. V.

## Ehrenfriedhof

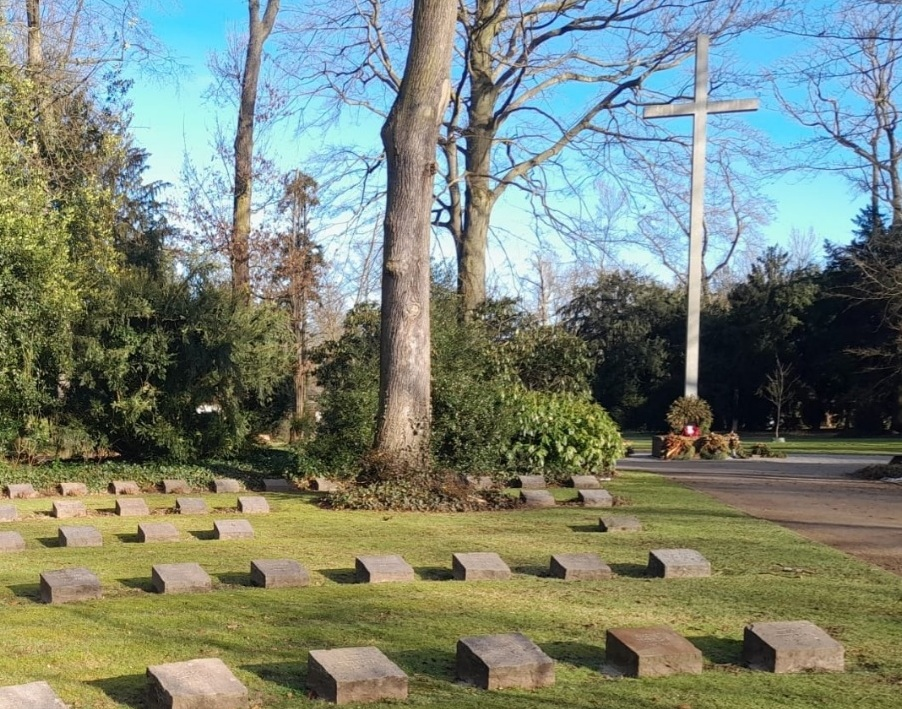
Ehrenfriedhof und Ehrenkreuz im Schmölderpark

Im Schmölderpark befindet sich auch seit dem Ersten Weltkrieg ein Ehrenfriedhof mit Ehrenkreuz. Dort befinden sich die Gräber von 266 Soldaten aus dem Ersten und Zweiten Weltkrieg sowie von 367 Bombenopfern.